# Oligomantis mentaweiana
Oligomantis mentaweiana är en bönsyrseart som beskrevs av Giglio-tos 1915. Oligomantis mentaweiana ingår i släktet Oligomantis och familjen Hymenopodidae. Inga underarter finns listade i Catalogue of Life.